# Platges de Santa Ponça
Platges de Santa Ponça är stränder i Spanien.   De ligger i regionen Balearerna, i den östra delen av landet, 500 km öster om huvudstaden Madrid.